# Občanská záložna Nechanice
Klasicistní budova bývalé Občanské záložny v Nechanicích se nalézá na severní straně Husova náměstí v městečku Nechanice v okrese Hradec Králové. V budově nyní sídlí pošta a ve zdejší obřadní síni se konají svatební obřady a vítání občánků.
Budova záložny je od 9. března 1995 chráněna jako kulturní památka ČR. Národní památkový ústav budovu záložny uvádí v katalogu památek pod rejstříkovým číslem ÚSKP 68556/6-5841.

## Popis
Budova bývalé Občanské záložny v Nechanicích byla postavena v roce 1897. Jedná se o jednopatrovou zděnou budovu v klasicistním stylu s nízkou sedlovou střechou, podélně orientovanou hlavním průčelím do náměstí. Uliční průčelí je pravidelně členěné, střed tvoří jednoosý rizalit se vstupem v přízemí a balkonem s balustrádovým zábradlím  v patře podpíraným dvojicí Atlantů, nad střechu vystupuje v šířce rizalitu balustrádová atika, uprostřed s kruhovým převýšeným medailonem. Po obou stranách rizalitu jsou vždy trojosé části a ozdobné vázy. 
Okna v přízemí jsou půlkruhově zakončená. Plocha stěn je členěna plastickou pásovou bosáží s profilovanými spárami, zalamující se nad okny na způsob klenáků, patra odděluje římsa a průběžný pás zdobený rostlinnými štukovými girlandami. 
Okna 1. patra jsou vložena v edikulách s trojúhelníkovými tympanony na konzolkách (mezi něž vloženy ozdobné kartuše), celek spočívá na průběžném parapetním pásu, pod okny zalamovaném, doplněném v parapetních výplních plastickými rostlinnými girlandami. Střešní římsu podpírá řada konzolek.
V průčelí je půlkruhově zakončený vstup s kvalitně řezbářsky provedenými dvoukřídlými neorenesančními dveřmi a kovanou mříží.

## Galerie

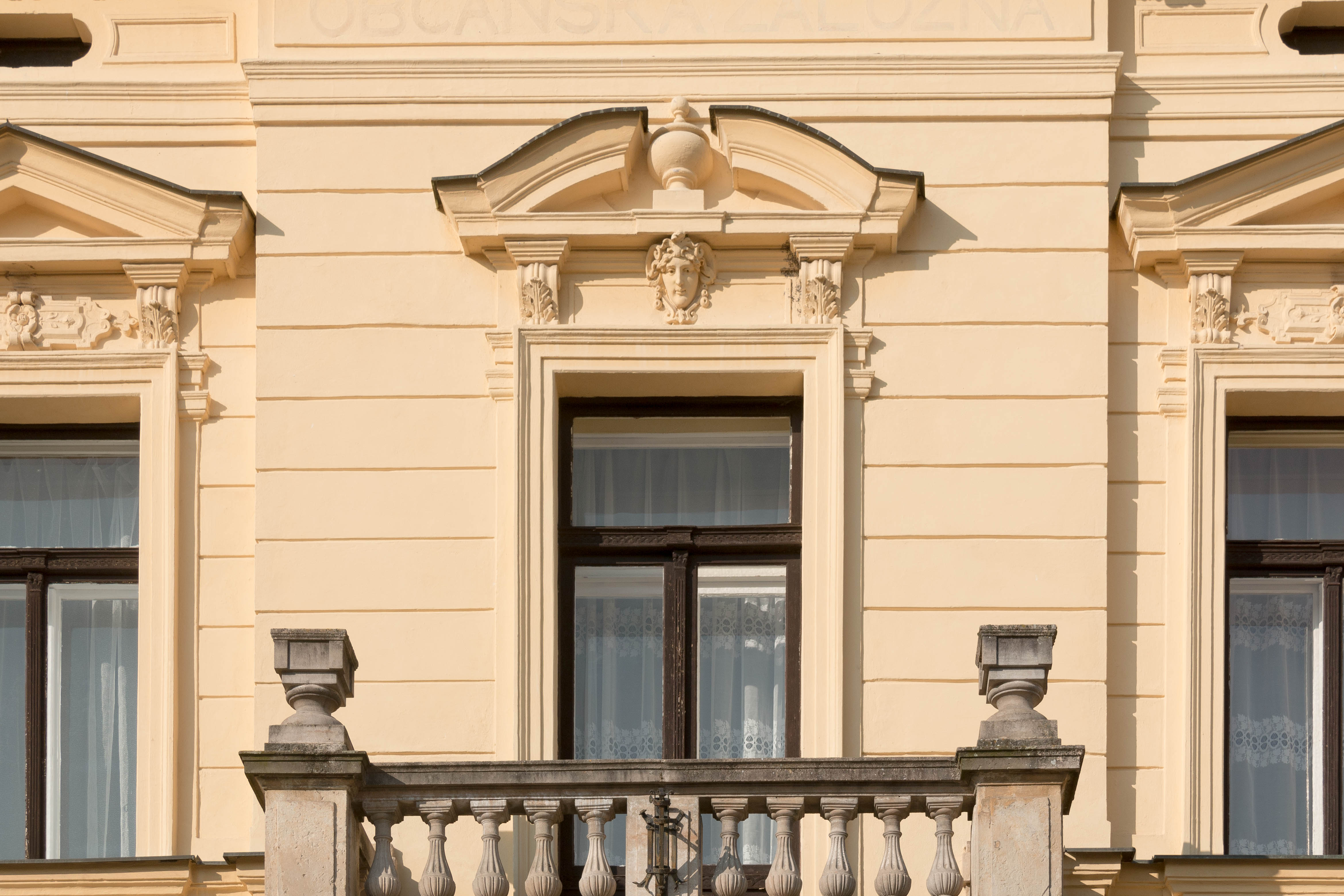
okrasné detaily na fasádě Občanské záložny
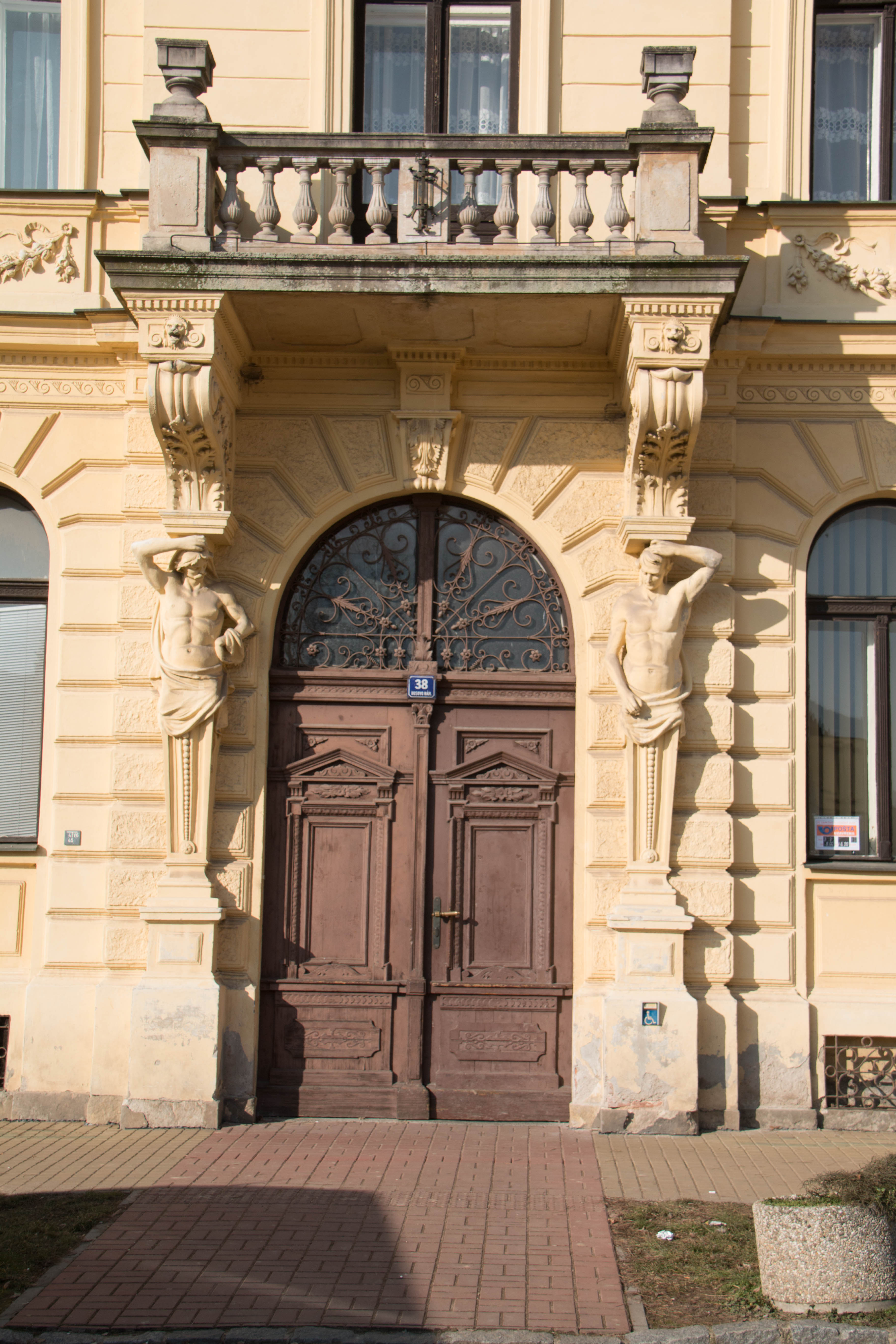
okrasné detaily na fasádě Občanské záložny
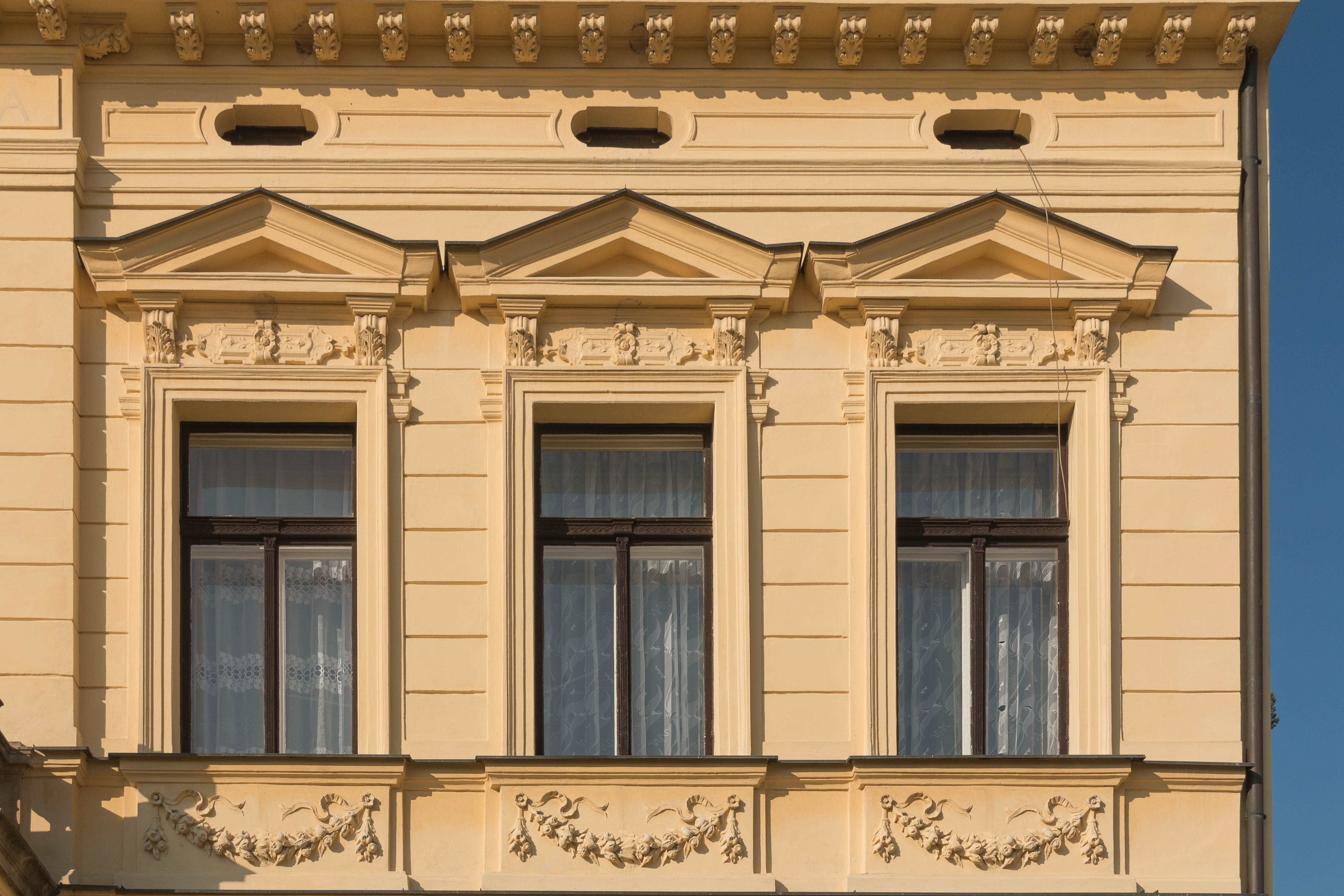
okrasné detaily na fasádě Občanské záložny
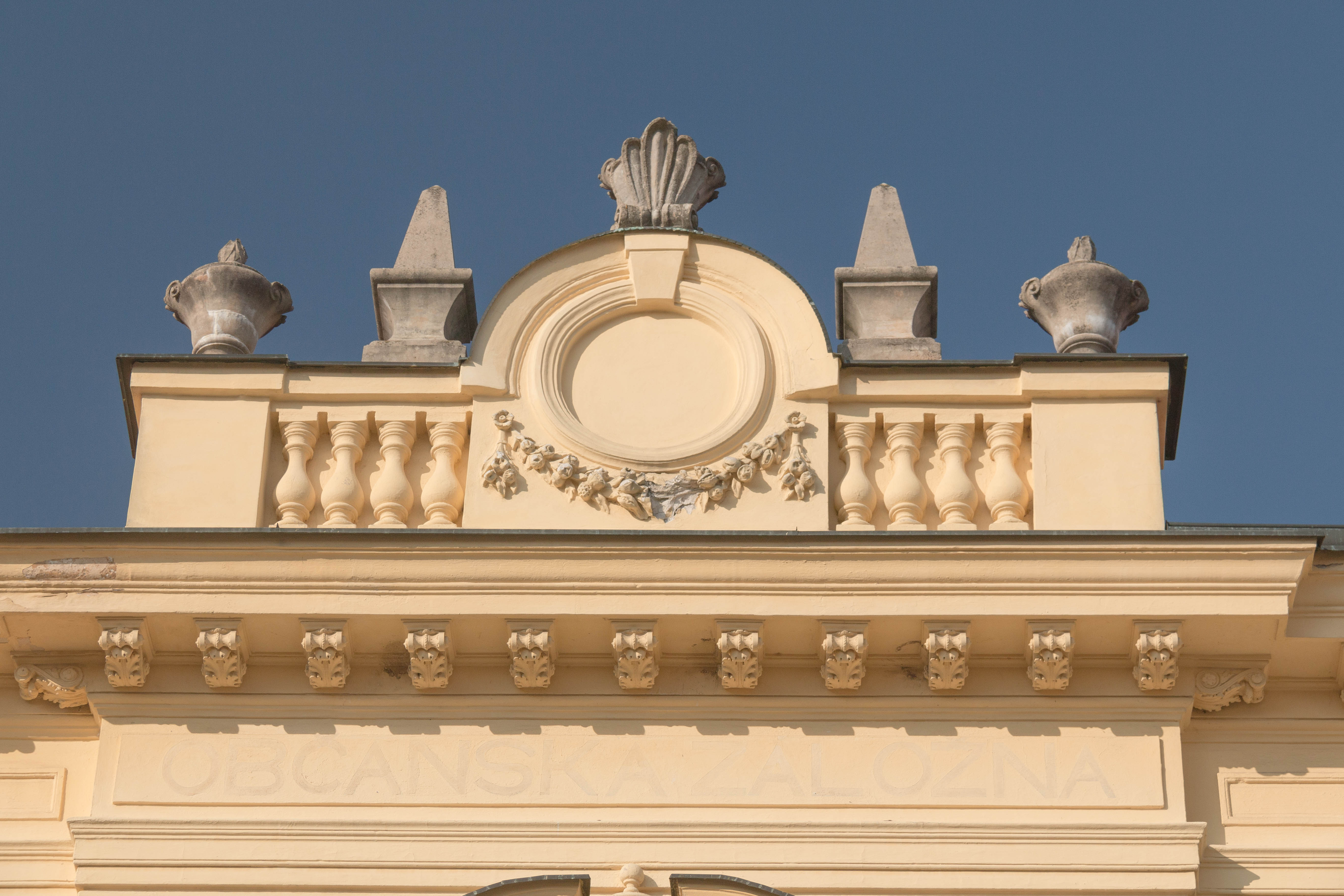
okrasné detaily na fasádě Občanské záložny